# Keta Wakamiya
Keta Wakamiya (気多若宮神社) és un jinja xintoísta situat a la ciutat d'Hida, prefectura de Gifu (Japó). És comunament conegut com a «Sugimoto-sama» (杉本さま).

## Història
Es desconeix la construcció original d'aquest jinja, però es diu que es va construir durant el període Heian. Ōkuninushi (大国主) i Kinomata-no-kami (木 俣 神) són els principals déus del jinja, però també s'adora a Amaterasu (天照).

## Reconeixement
El jina Keta Wakamiya és un dels santuaris inclosos al festival Furukawa, que és un dels tres principals festivals nus del Japó i està designat com a Béns culturals immaterials del Japó (無形文化財).